# Milot Rashica
Milot Rashica (Vučitrn, 1996. június 28. –) koszovói válogatott labdarúgó, a Norwich City játékosa. Korosztályos szinten az albán válogatottban is szerepelt, valamint a felnőttek között.

## Sikerei, díjai
- Vushtrria
  - Koszovói bajnok: 2013-14

- SBV Vitesse
  - Holland kupa: 2016-17